# Songs of Surrender
Songs of Surrender es un álbum de canciones regrabadas por la banda de rock irlandesa U2. El guitarrista The Edge produjo el álbum, que salió al mercado el 17 de marzo de 2023 bajo los sellos Island Records e Interscope Records. The Edge y el vocalista principal Bono lideraron el proyecto, que incluye versiones regrabadas y reinterpretadas de 40 canciones del catálogo de la banda, muchas con arreglos simplificados y acústicos. Este álbum complementa las memorias de Bono, Surrender: 40 Songs, One Story (2022), estructuradas en 40 capítulos que llevan el nombre de canciones de U2. Las versiones reorganizadas de las canciones aparecieron primero en la edición en audiolibro de las memorias y Bono las interpretó durante la gira promocional del libro.
La grabación de Songs of Surrender comenzó en 2021 y se extendió por un período de dos años durante los confinamientos por la pandemia de COVID-19. The Edge y Bono trabajaron en el álbum de manera informal en la casa de The Edge y en Francia, además de en estudios de grabación en Londres y Los Ángeles. Durante las sesiones, los miembros de la banda colaboraron con varios productores y músicos, entre ellos Bob Ezrin, Duncan Stewart, Declan Gaffney y Stjepan Hauser.
Songs of Surrender se lanzó en varios formatos con ediciones de 16, 20 y 40 canciones, y se produjeron una docena de variantes de color en la edición de doble LP en vinilo. El álbum recibió críticas mixtas. Debutó en el primer lugar de 11 listas en Europa, incluyendo el Reino Unido, donde fue el 11.º álbum número uno de U2 y el primero desde 2009. Sin embargo, las ventas disminuyeron rápidamente; el álbum permaneció en las listas solo tres semanas en el Reino Unido y una semana en los Estados Unidos tras debutar en el número cinco. El lanzamiento del álbum estuvo acompañado por un documental televisivo titulado Bono & The Edge: A Sort of Homecoming, with Dave Letterman, que se estrenó en Disney+.

## Escritura y grabación

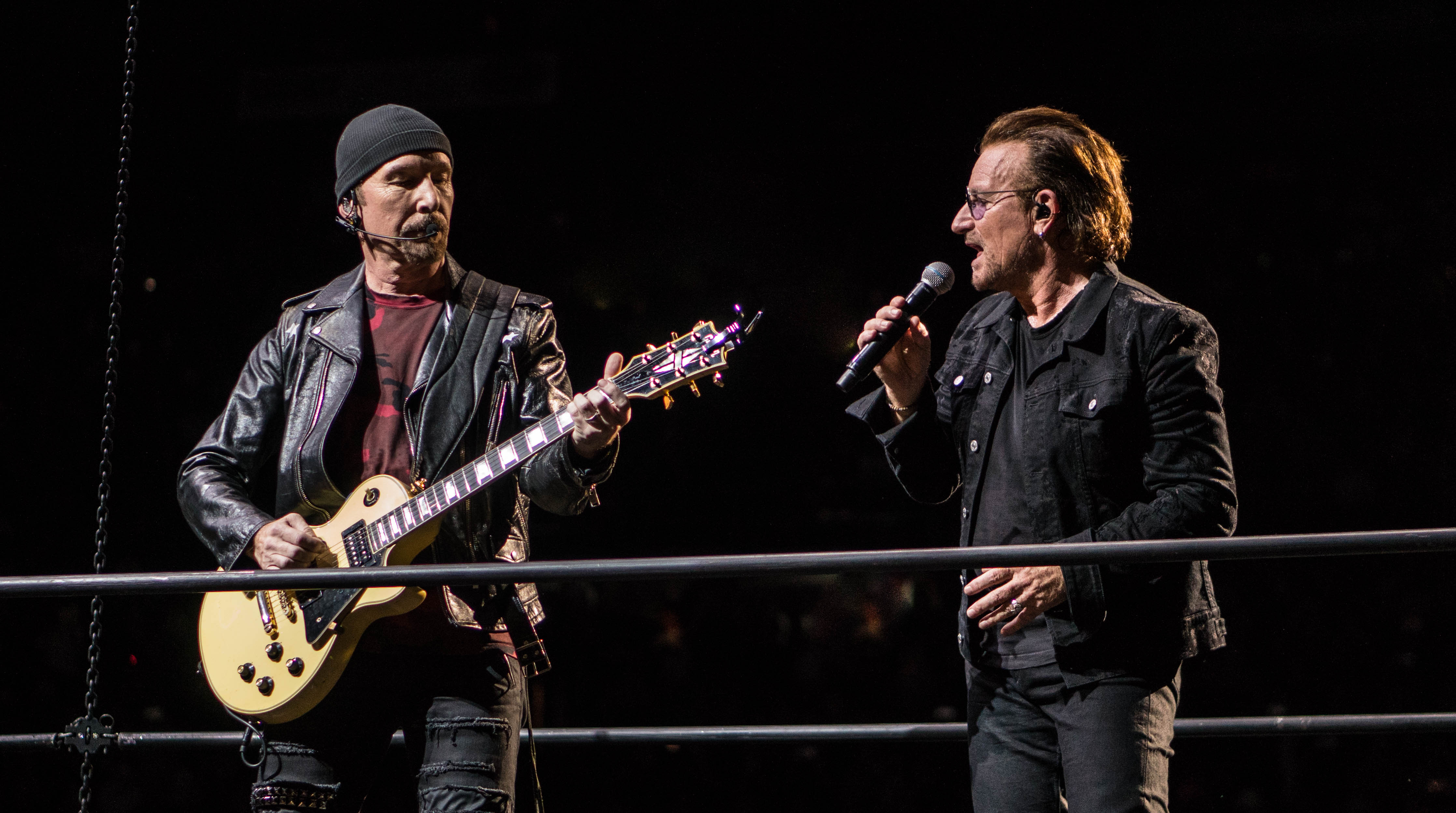
El guitarrista The Edge y el vocalista principal Bono. grabaron principalmente el álbum.

Songs of Surrender está compuesto por versiones regrabadas y reinterpretadas de 40 canciones del catálogo de U2. Grabado durante un período de dos años durante los confinamientos por la pandemia de COVID-19, el álbum fue en gran medida un esfuerzo del guitarrista The Edge y del vocalista principal Bono, con The Edge también actuando como curador y productor del disco. La idea de regrabar canciones de U2 había estado circulando dentro de la banda durante un tiempo, ya que The Edge quería «ver si [sus] canciones podían ser reimaginadas en un estilo más íntimo, como si Bono estuviera cantándolas a tu oído». The Edge reconoció que muchas de las primeras canciones del grupo se escribieron con la intención de conquistar al público durante las presentaciones en vivo, y que, como resultado, había una intensidad en su música, especialmente en la forma en que Bono cantaba en los tonos más altos de su rango. The Edge dijo: «Hay un aspecto gladiatorial en las presentaciones en vivo cuando estás en esa situación. El material tiene que ser bastante audaz e incluso estridente a veces». Por el contrario, su objetivo principal al regrabar las canciones fue «hacer de la intimidad la nueva versión del punk rock para nosotros».
Finalmente, la confluencia de dos eventos convenció a The Edge de llevar a cabo un proyecto de regrabación: los confinamientos por la pandemia le dejaron más tiempo libre, que vio como una oportunidad creativa, y Bono decidió estructurar sus memorias Surrender: 40 Songs, One Story en 40 capítulos, cada uno titulado con una canción de U2. La banda discutió ideas para proyectos que podrían emprender mientras Bono escribía su libro. The Edge les dijo que estaba interesado en experimentar con las canciones de los títulos de los capítulos de Surrender para ver si podía, como lo describió el bajista Adam Clayton, «encontrar un espacio diferente para esas canciones» y «presentarlas de una manera en que la narrativa de la canción se relacione con el arco del libro». Como la discográfica de U2 no estaba esperando un nuevo álbum, la banda acordó que solo lanzarían el proyecto si quedaban satisfechos con los resultados.
El trabajo en Songs of Surrender comenzó formalmente a principios de 2021. Para las regrabaciones, los miembros de la banda decidieron que no era necesario mantenerse fieles a las versiones originales de las canciones; The Edge comentó: «Nos dimos permiso para desentendernos de cualquier sentido de reverencia por las originales». The Edge comenzó con un esquema básico para cada canción al elegir la tonalidad y el tempo, antes de componer ideas musicales en guitarra acústica y piano, e improvisar voces que luego le mostraba a Bono. Como ambos comparten un rango vocal similar, The Edge creía que podrían determinar la viabilidad de una idea vocal una vez que Bono la intentara. The Edge ajustó conscientemente las canciones a tonalidades más bajas para adaptarlas mejor al rango vocal de Bono, y dijo que su objetivo era «servir a la canción sirviendo al cantante».